# Hypersekretion
Als Hypersekretion bezeichnet man die pathologisch gesteigerte Substanzabgabe (Sekretion) durch Drüsen bzw. Drüsenzellen.
Bei Schleimdrüsen wird alternativ auch der Begriff Hyperkrinie verwendet.